# Museo del mare (San Benedetto del Tronto)
Il Museo del mare è un museo di San Benedetto del Tronto.

## Descrizione
Il polo museale è composto da cinque sezioni: il Museo Ittico "Augusto Capriotti", il Museo delle Anfore, il Museo della Civiltà Marinara delle Marche, l'Antiquarium Truentinum e la Pinacoteca del Mare. I primi quattro sono ubicati negli spazi del Mercato Ittico all'Ingrosso. La Pinacoteca del Mare invece si trova all'interno del Palazzo Piacentini. La Villa Marittima in Piazza Giuseppe Sacconi presso il vecchio incasato del Paese Alto.

### Zona portuale
- Museo Ittico "Augusto Capriotti" — È tra i musei più importanti del territorio piceno. Intitolato all'insigne scienziato sambenedettese Augusto Capriotti (1920-1970),[2][3][4], inaugurato nel 1956 comprende oggi oltre 9.000 esemplari suddivisi in: pesci, crostacei, molluschi, cetacei, echinodermi, celenterati e fossili. Interessante anche la biblioteca contenente più di 1.000 volumi comprendente anche testi rari e di valore storico e scientifico.[1][5]È tra i musei più importanti del territorio della provincia di Ascoli Piceno, uno dei quattro musei scientifici delle Marche.

- Museo delle Anfore — Ospitato nei pressi del porto, rappresenta una singolare collezione di anfore di disparate epoche (cananee, fenicie, puniche, greche, romane e bizantine) raccolte in tutto il Mediterraneo dai pescherecci sambenedettesi che praticavano la pesca a strascico, tecnica già da anni non più consentita, che ha permesso di recuperare questi reperti perduti di civiltà passate.[1]

- Museo della Civiltà Marinara delle Marche — Il Museo della Civiltà Marinara delle Marche è parte del polo museale ” Museo del Mare”, che comprende il Museo Ittico Augusto Capriotti, il Museo delle Anfore e la Pinacoteca del Mare a Palazzo Bice Piacentini. È situato nello stabile del Mercato Ittico ed espone una collezione permanente di oggetti legati alla vita marinara in un percorso espositivo multimediale.[1]

- Antiquarium Truentinum — Ultima sezione del polo museale "Museo del Mare", si trova anch'esso negli spazi del Mercato Ittico all'Ingrosso che già ospitano il Museo Ittico, il Museo delle Anfore e quello della Civiltà marinara delle Marche. L'Antiquarium raccoglie numerosi reperti archeologici recuperati negli anni scorsi dall'Archeoclub locale, e documenti antichi che narrano la storia di San Benedetto del Tronto e dei comuni limitrofi dal Neolitico fino al millequattrocento.[1][6]

### Paese alto
- Pinacoteca del Mare — Situata presso Palazzo Piacentini.[7][8]

- Villa Marittima — Situata nell’area archeologica del Paese alto di San Benedetto, nell’ex scuola Sciarra, in Piazza Giuseppe Sacconi nei pressi della Torre dei Gualtieri, vi sono resti di una villa marittima di epoca romana del I secolo a.C..[9][10] È stata rinvenuta durante gli scavi condotti nell'anno 2010 e successivamente ha usufruito lavori di riqualificazione dal comune di San Benedetto del Tronto in collaborazione con la Soprintendenza Archeologia Belle Arti e Paesaggio delle Marche.[9] La villa è visitabile ed è divisa in diverse parti, una è all'interno dell'edificio dell'ex scuola, per la parte esterna dell'area, in piazza Giuseppe Sacconi, si sono realizzate delle teche trasparenti di varie dimensioni, dove è possibile visitare i resti della villa, grazie a delle ampie vetrate.[11]